# Río Aros
El río Aros es un río ficticio creado por J. R. R. Tolkien para su legendarium. Fluía por las antiguas tierras de Beleriand, antes de que desaparecieran bajo las aguas del mar al final de la Primera Edad, formando las fronteras este y sur de Doriath. Manaba al norte, en las colinas de Himring, rodeando el reino de Thingol y Melian hasta unirse al Sirion en su curso medio, formando una zona pantanosa y las lagunas de Aelin Uial.

## Arossiach
El Arossiach («vado del Aroch» en sindarin) era un vado que cruzaba el curso alto del Aros, bajo el viejo camino que discurría desde Nan Dungortheb hacia Himlad, Nan Elmoth y las ciudades enanas de las Ered Luin.